# 松浦弥太郎
松浦 弥太郎（まつうら やたろう、1965年 - ）は、日本の文筆家、書籍商。「暮しの手帖」前編集長、COW BOOKS代表。「くらしのきほん」編集長。株式会社おいしい健康取締役。DEAN & DELUCAマガジン編集長。公益社団法人東京子ども図書館監事。

## 経歴
1965年、東京都に生まれる。高校中退後、18歳で単身で渡米した。しかし、英語ができず、好きだった本屋に入り浸るようになる。そこで写真集やアートブック、古本などに興味を示すようになる。
1996年、日本に帰国し、中目黒にオールドマガジン専門の書籍販売 m＆co. booksellersを立ち上げる。2000年にはトラックによる移動書店m＆co.traveling booksellersをスタート。2002年に小林節正と自由をテーマにしたブックストアCOW BOOKSをオープン。
2006年10月、『暮しの手帖』の取締役・編集長に就任。書籍商の他、編集、翻訳、文筆などの分野で活動する。2016年1月に行った講演で「2011年に原発関連の記事を震災後に取り上げなかったことで批判されたが、部数は伸びた」と語り、被災地の仮設住宅を訪ねたところ、読者から「全てのメディアが悲惨な話しかしない時に『それを扱わない『暮しの手帖』を選んだ」と言われたことを挙げ、メディアには真実を伝えるだけでなく、現実逃避の役目もあると述べている。
2015年の『暮しの手帖』79号まで編集長を担当した後、沢田康彦にバトンを渡してから退職し、2015年4月「クックパッド」に移籍した。7月1日より新メディア「くらしのきほん」をスタート。その1年5ヶ月後の2017年1月に「クックパッド」退職。「くらしのきほん」はクックパッドから株式会社おいしい健康に営業譲渡された。
2016年、公益財団法人東京子ども図書館監事に就任。
2017年、株式会社おいしい健康の共同CEOに就任。
2017年6月より、ユニクロとの共同プロジェクト「LifeWear Story 100」を約2年間、WEBサイトで連載を続ける。
2019年より、DEAN & DELUCAマガジンの編集長。
2021年10月、劇場用映画「場所はいつも旅先だった」（監督・松浦弥太郎）が全国公開。

## 著書
- 『本業失格』ブルース・インターアクションズ　2000/07　のち集英社文庫
- 『最低で最高の本屋』DAI-X出版　2003/02  のち集英社文庫
- 『くちぶえサンドイッチ 松浦弥太郎随筆集』DAI-X出版　2003/10　のち集英社文庫
- 『くちぶえカタログ』ブルース・インターアクションズ　2005/01/21　のち静山社文庫 (文庫版には、表紙に「新編集」との但し書きがある)
- 『独白ニュースレター』共著：長尾智子　DAI-X出版　2005/12
- 『軽くなる生き方』サンマーク出版　2008/10/17　のち文庫
- 『今日もていねいに。 暮らしのなかの工夫と発見ノート』PHPエディターズ・グループ 2008/12/11　のち文庫
- 『場所はいつも旅先だった』ブルース・インターアクションズ　2009/03/02　のち集英社文庫
- 『日々の100』青山出版社　2009/03/26  のち 集英社文庫
- 『あたらしいあたりまえ。』PHP研究所 　2010/01/16 のち文庫
- 『あたらしいあたりまえ。 暮らしのなかの工夫と発見ノート 2』PHPエディターズ・グループ 2010　のち文庫
- 『あなたにありがとう。 暮らしのなかの工夫と発見ノート 3』PHPエディターズ・グループ 2010 のち文庫
- 『松浦弥太郎の仕事術』朝日新聞出版　2010/03/05　のち文庫
- 『いつもの毎日。 衣食住と仕事』ベストセラーズ　2010/07/21　のち集英社文庫
- 『ぼくのいい本こういう本 1998-2009ブックエッセイ集 1』ダイエックス出版　2010/08
- 『ぼくのいい本こういう本 1998-2009ブックエッセイ集 2』ダイエックス出版　2010/08
- 『あなたにありがとう。』PHP研究所　2010/09/11 のち文庫
- 『暮らしのヒント集 2』暮しの手帖社　2010/09/15
- 『暮らしのヒント集3』暮しの手帖社　2014/10/16
- 『居ごこちのよい旅』写真：若木信吾　筑摩書房　2011/03/09
- 『ハローグッバイ 親と子どものポケットブック』絵：北原明日香　岩崎書店　2011/09/16
- 『続・日々の100』青山出版社　2011/11/22 のち文庫
- 『愛さなくてはいけないふたつのこと あなたに贈る人生のくすり箱』PHPエディターズ・グループ 2011/12/17 のち文庫
- 『松浦弥太郎の新しいお金術』集英社　2012/03/05 のち文庫
- 『メッセージ&フォト今日もていねいに。』PHPエディターズ・グループ 2012/04/19　暮らしのなかの工夫と発見ノート
- 『考え方のコツ』朝日新聞出版　2012/09/20 のち文庫
- 『暮しの手帖日記』暮しの手帖社　2012/09/22
- 『100の基本 松浦弥太郎のベーシックノート』マガジンハウス　2012/9/25
- 『40歳のためのこれから術 幸せな人生をていねいに歩むために』PHPエディターズ・グループ 2012/11/15
- 『センス入門』筑摩書房 2013/02/01
- 『松浦弥太郎の「ハロー、ボンジュール、ニーハオ」』朝日新聞出版 2013/03/19
- 『さよならは小さい声で 松浦弥太郎エッセイ集』 清流出版　2013/06/17
- 『しあわせを生む小さな種 今日のベリーグッド』PHP研究所　2013/09/07 のち文庫
- 『即答力』朝日新聞出版　2013/10/18
- 『もし僕がいま25歳なら、こんな50のやりたいことがある。』講談社　2013/11/20
- 『ほんとうの味方のつくりかた』筑摩書房 2014/03/24 のち文庫
- 『男と女の上質図鑑』PHP研究所　2014/08/23
- 『よりぬき　今日もていねいに BEST101』PHP研究所　2014/09/13
- 『正直』河出書房新社　2015/04/03 のち文庫
- 『僕の好きな男のタイプ58通りのパートナー選び』講談社　2014/11/28
- 『よりぬき　あたらしいあたりまえ　BEST101』PHP研究所　2015/05/13
- 『世界を「仕事場」にする40の基本』朝日文庫　2015/06/05
- 『くいしんぼう』マガジンハウス 2015/6/25
- 『松浦弥太郎の男の一流品カタログ』マガジンハウス　2015/08/17
- 『この店、あの場所 Here,There and Everywhere 』マガジンハウス　2015/10/10
- 『ひとりでいること みんなとすること』　PHP研究所　2015/10/27
- 『ベリーベリーグッド: レターエッセイ集』 小学館　2015/12/01
- 『おいしいおにぎりが作れるならば。 「暮しの手帖」での日々を綴ったエッセイ集』集英社　集英社文庫 2015/12/17
- 『さよならは小さい声で』 PHP研究所　PHP文庫　2016/01/04
- 『しごとのきほん くらしのきほん 100』マガジンハウス　2016/03/31
- 『「自分らしさ」はいらない くらしと仕事、成功のレッスン』講談社　2017/01/26
- 『自分で考えて生きよう』中央公論新社　2017/02/19
- 『日めくり弥太郎 日日のきほん ([実用品])』 マガジンハウス　2017/03/01
- 『泣きたくなったあなたへ』 PHP研究所　2017/04/19
- 『すてきな素敵論』 講談社 　講談社+α文庫　2017/04/21
- 『明日、何を作ろう くらしのきほん』KADOKAWA 2017/04/21
- 『おとなのきほん 自分の殻を破る方法』PHP研究所　2017/08/22
- 『はたらくきほん100 毎日がスタートアップ』共著：野尻哲也 マガジンハウス　2017/09/21
- 『それからの僕にはマラソンがあった』筑摩書房　2017/12/05
- 『伝わるちから』小学館 小学館文庫　2017/12/06
- 『まいにちをよくする500の言葉』PHP研究所　2017/12/17
- 『孤独を生きる言葉』河出書房新社　2017/12/25
- 『ご機嫌な習慣』 中央公論新社　2018/02/21
- 『1からはじめる』 講談社　2018/09/18
- 『考え方の工夫』 朝日新聞出版　2018/10/19
- 『くらしのきほん 100の実践』マガジンハウス　2019/2/14
- 『着るもののきほん 100 LifeWearStory100』小学館　2020/1/27
- 『人生を豊かにしてくれる「お金」と「仕事」の育て方』祥伝社 2020/2/28
- 『おとなのまんなか 新しいことはまだまだ、できる。』PHP研究所 PHP文庫 2020/3/13
- 『期待値を超える 僕が失敗しながら学んできた仕事の方法』光文社 光文社新書 2020/3/17
- 『なくなったら困る100のしあわせ』SBクリエイティブ　2020/12/1
- 『仕事のためのセンス入門』筑摩書房　2021/3/31
- 『ふたりのきほん100』光文社　2021/4/21
- 『いちからはじめる』小学館　2021/10/11
- 『僕が考える投資について』祥伝社　2021/10/29
- 『新・100のきほん』マガジンハウス　2022/1/27
- 『今日もごきげんよう』マガジンハウス　2022/6/9
- 『松浦弥太郎の「いつも」安心をつくる５５の習慣』CCCメディアハウス　2023/1/31
- 『眠れないあなたに　おだやかな心をつくる処方箋』小学館　2023/9/21
- 『エッセイストのように生きる』光文社　2023/10/25
- 『よりぬき　今日もていねいに。BEST101』PHP文庫　2023/12/15
- 『大切に抱きしめたい　お守りのことば』リベラル文庫　2024/3/19
- 『よりぬき　あたらしいあたりまえBEST101』PHP文庫　2024/8/5
- 『松浦弥太郎のきほん』扶桑社　2024/9/15
- 『50歳からはこんなふうに』ディスカヴァー・トゥエンティワン　2024/09/20
- 『明日がいい日になりますように。』PHP文庫　2025/02/05
- 『ご機嫌な習慣』中央公論文庫　2025/02/21
- 『自分で考えて生きよう』中央公論新社文庫　2025/02/22
- 『正直　親切　笑顔』光文社　2025/02/22
- 『しあわせをはかるものさし ぬくもりのことば』リベラル文庫　2025/06/18
- 『なくなったら困る 110のしあわせ 』知的生き方文庫　三笠書房　2025/07/17
- 『泣きたくなったあなたへ』　PHP文庫　2025/07/24

## 翻訳
- ミロスラフ・サセックの旅絵本シリーズ　ブルース・インターアクションズ
  - ジス・イズ・サンフランシスコ　2004　
  - ジス・イズ・ロンドン　2004　
  - ジス・イズ・ニューヨーク　2004
  - ジス・イズ・パリ　2004
  - ジス・イズ・アイルランド　2005
  - ジス・イズ・ヴェニス　2005
  - ジス・イズ・オーストラリア　2006
  - ジス・イズ・ケープケネディ　2006
  - ジス・イズ・ヒストリックブリテン　2006
  - ジス・イズ・ホンコン　2006
  - ジス・イズ・ミュンヘン　2006
  - ジス・イズ・ユナイテッドネイションズ　2006
  - ジス・イズ・イスラエル　2007
  - ジス・イズ・エジンバラ　2007
  - ジス・イズ・ギリシャ　2007
  - ジス・イズ・テキサス　2007
  - ジス・イズ・ローマ　2007
  - ジス・イズ・ワシントンD.C.　2007
- ソール・バス絵 レオノール・クライン『アンリくん、パリへ行く』Pヴァイン・ブックス 2012
- 『ぼくのおじいちゃん』アノニマ・スタジオ　2017/3/17

## その他の仕事
- DAI-X出版 仕事と生活ライブラリー監修

## 出演

### ラジオ
- かれんスタイル （NHKラジオ第一放送）
- トーキング ウィズ 松尾堂（NHKFM）― 2014年3月23日放送回
- 松浦弥太郎 おとなのかたち（FM福岡、FM佐賀、FM大分、FM長崎、FM熊本、FM宮崎、FM鹿児島）